# Rejon priozierski
Rejon priozierski (ros. Приозе́рский райо́н) – jeden z siedemnastu rejonów w obwodzie leningradzkim w Rosji. Ośrodkiem administracyjnym jest miasto Prioziersk. Powierzchnia rejonu wynosi 3579,5 km², zaś populacja 62,7 tys. osób.
Rejon priozierski znajduje się na Przesmyku Karelskim. Na północy graniczy z rejonem łachdienpochskim w Karelii, na południu z rejonem wsiewołoskim, na zachodzie z rejonem wyborskim, a na wschodzie z jeziorem Ładoga. Krajobraz jest typowy dla Przesmyku – wzgórza morenowe i tereny skalne pokryte lasem iglastym, który zajmuje 63% powierzchni. Cały rejon znajduje się w zlewisku Ładogi. Największą rzeką jest Vuoksi.
Do obszaru rejonu należy również wyspa Koniewiec na jeziorze Ładoga, na której znajduje się Monaster Koniewski.